# Cầu Phú Hữu
Cầu Phú Hữu là một cây cầu bắc qua Rạch Chiếc trên tuyến đường vành đai 2, thuộc địa bàn thành phố Thủ Đức, Thành phố Hồ Chí Minh.
Chiều dài của cầu là 540,9 m, chiều rộng là 19 m với bốn làn xe, tĩnh không thông thuyền cao 6 m. Cầu có kết cấu bê tông và vòm thép hiện đại với 3 nhịp vòm ống thép nhồi bê tông giản đơn.
Công trình có tổng vốn đầu tư là 523 tỷ đồng, do Khu quản lý giao thông đô thị số 2 (TP HCM) làm chủ đầu tư, được khởi công vào ngày 28 tháng 2 năm 2015 và khánh thành ngày 30 tháng 1 năm 2016 với tên Rạch Chiếc 2 hoặc Rạch Chiếc mới.
Ngày 23 tháng 6 năm 2016, cầu chính thức mang tên "Phú Hữu" theo Quyết định 3202/QĐ-UBND của UBND TP HCM.